# O. Henry's Full House
O. Henry's Full House (bra: Páginas da Vida) é um filme estadunidense de 1952, do gênero drama, composto por cinco diferentes histórias, todas baseadas em contos de O. Henry, cada uma dirigida por um cineasta diferente
Lançado pela 20th Century Fox, o filme foi produzido por André Hakim e dirigido por cinco diretores distintos. A trilha sonora foi composta por Alfred Newman, e o filme é narrado pelo autor John Steinbeck, que faz uma rara aparição em câmera para introduzir cada história.

## As cinco histórias
- The Cop and the Anthem foi dirigido por Henry Koster, com roteiro de Lamar Trotti. É estrelado por Charles Laughton, Marilyn Monroe e David Wayne.

- The Clarion Call foi dirigido por Henry Hathaway, com roteiro de Richard L. Breen. É estrelado por Dale Robertson e Richard Widmark.

- The Last Leaf foi dirigido por Jean Negulesco, com roteiro de Ivan Goff e Ben Roberts. É estrelado por Anne Baxter, Jean Peters e Gregory Ratoff.

- The Ransom of Red Chief foi dirigido por Howard Hawks, com roteiro de Ben Hecht, Nunnally Johnson e Charles Lederer. É estrelado por Fred Allen, Oscar Levant e Lee Aaker.

- The Gift of the Magi foi dirigido por Henry King, com roteiro de Walter Bullock. É estrelado por Jeanne Crain e Farley Granger.